# コール・ヤング
コール・ダグラス・ヤング（Cole Douglas Young, 2003年7月29日 - ）は、 アメリカ合衆国ペンシルベニア州ピッツバーグ出身のプロ野球選手（内野手）。右投左打。MLBのシアトル・マリナーズ所属。

## 経歴
2022年のMLBドラフト1巡目（全体21位）でシアトル・マリナーズから指名され、7月26日に契約を結んだ（契約金は約330万ドル） 。なお、契約しない場合はデューク大学へ進学の予定であった。契約後、傘下のルーキー級アリゾナ・コンプレックスリーグ・マリナーズでプロデビュー。A級モデスト・ナッツでもプレーし、2チーム合計で17試合に出場して打率.367、2本塁打、14打点、4盗塁を記録した。
2023年はA級モデストとA+級エバレット・アクアソックスでプレーし、2チーム合計で126試合出場して打率.277、11本塁打、62打点、22盗塁を記録した。
2024年はAA級アーカンソー・トラベラーズでプレーし、124試合出場して打率.271、9本塁打、67打点、23盗塁を記録した。
2025年はAAA級タコマ・レイニアーズで開幕を迎え、54試合出場して打率.271、5本塁打、31打点、4盗塁を記録した。5月30日にメジャー契約を結んでアクティブ・ロースター入りし、同日のミネソタ・ツインズ戦にて「8番・二塁手」で先発出場し、第3打席にグリフィン・ジャックスからメジャー初安打を放った。また延長11回裏に一塁手の失策ながら自身初のサヨナラ打を放っている。

## プレースタイル
パワーは平均以下だが、外野のギャップを抜く打撃を身上とする巧打の遊撃手であり、マリナーズGMのジェリー・ディポートは「2022年のドラフト選手で最も流麗なスウィング」と評する。

## 詳細情報

### 背番号
- 2（2025年 - ）